# Akira Andō (Musiker)

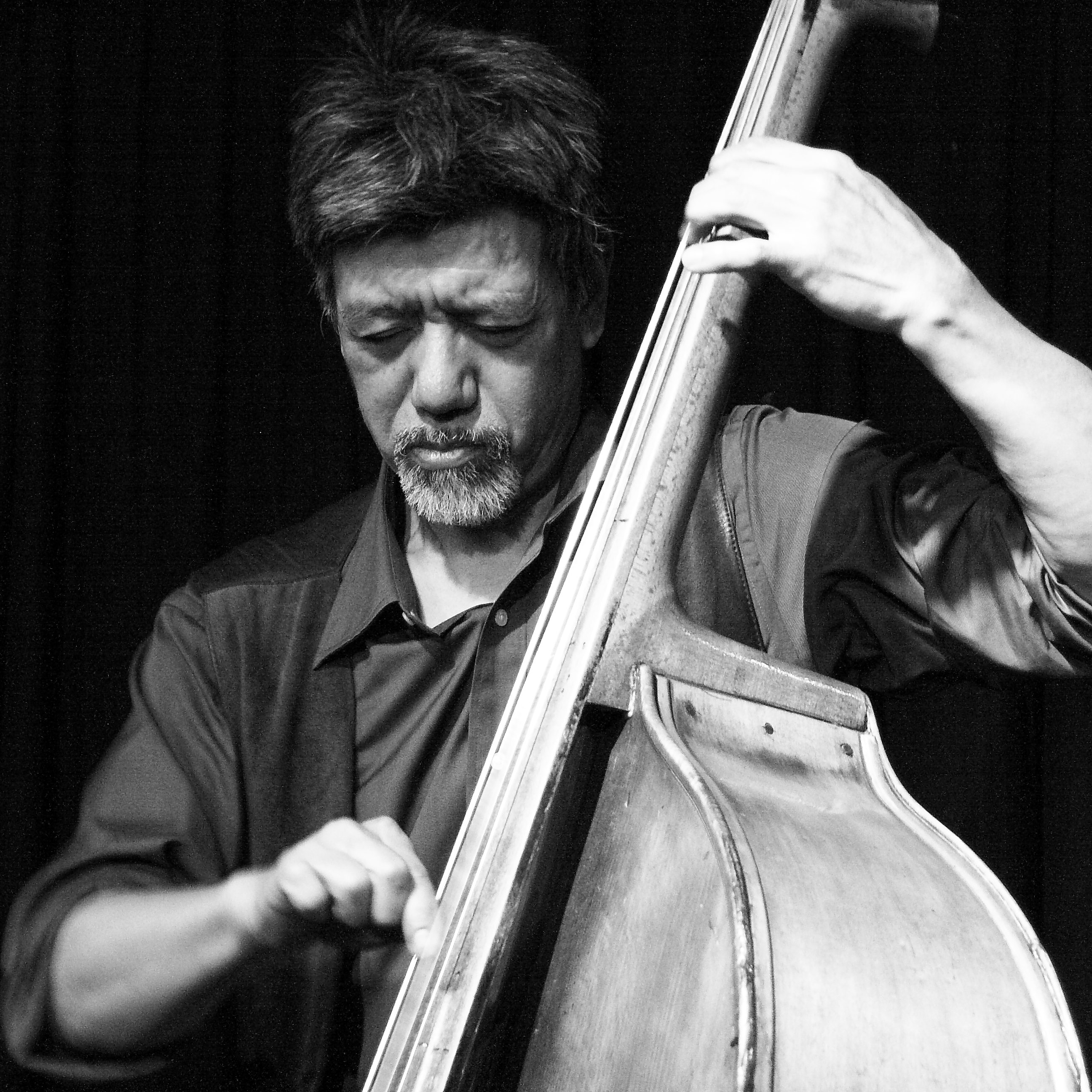
Akira Andō (2013)

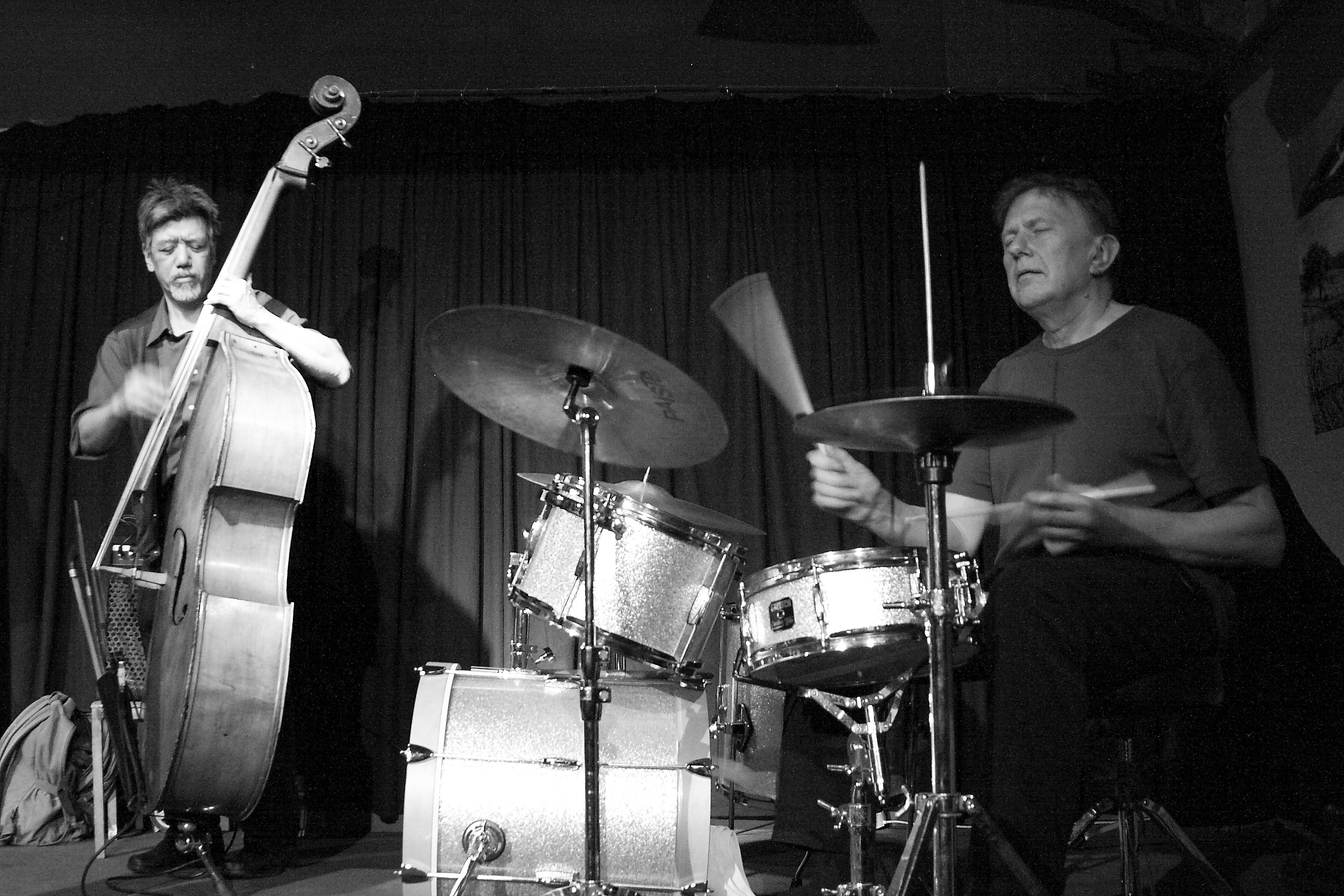
Akira Andō mit Willi Kellers (rechts) 2013

Akira Andō (jap. 安藤 明, Andō Akira; * 5. Oktober 1955 in Sapporo) ist ein japanischer, in Deutschland lebender Jazz- und Improvisationsmusiker (Kontrabass, Cello).

## Leben
Andō lebte von 1984 bis 1998 in New York, wo er u. a. mit Cecil Taylor, William Parker, Elliott Levin und Billy Bang arbeitete; außerdem spielte er in New Yorker Salsabands. Seit 1998 lebt er als freischaffender Musiker in Berlin. Dort spielte er seitdem u. a. mit Thomas Borgmann und Willi Kellers im Trio Boom Box, Han Satō, Günter Sommer/Gunda Gottschalk (Whispering Eurasia, 2010) und in der Formation Takabanda (mit Paul Schwingenschlögl, Jan von Klewitz, Thilo Burkard und Paolo Eleodori), mit der zwei Alben entstanden. Im Bereich des Jazz war er zwischen 1994 und 2007 an 11 Aufnahmesessions beteiligt. Zu seinen eigenen Bandprojekten zählt das Trio Abrasaz mit dem Saxofonisten Han Satō und dem Schlagzeuger Zam Johnson. 2015 begleitete er den Chilenen Daniel Puente Encina auf seiner Europa-Tour. Er leitet das Ensemble THE JAPS mit Han Sato (ts), Felix Komol (fl), Izumi Ose (voc, p) und Zam Johnson (dr).

## Diskographische Hinweise
- William Parker: Flowers Grow in My Room (Centering, rec. 1994)
- JaRon Eames: Sounds Good to Me! (JKE, 1996)
- Billy Bang: Spirits Gathering (CIMP, 1996)
- Billy Bang: Bang On! (Justin Time Records, 1997)
- Abrasaz: Biraminket (Jazzwerkstatt, 2007) mit Paul Schwingenschlögl, Mustafa El Dino, Ravi Srinivasan
- The Alliteration: The Alliteration (Creative Sources, 2014) mit Nikolaus Neuser, Manuel Miethe, Antonis Anissegos, Gerhard Gschlößl, Floros Floridis, Maurice de Martin
- Akiro Ando and THE JAPS: Jazz as Pure Spirit